# ピエドラス・ネグラス (コアウイラ)
ピエドラス・ネグラス（Piedras Negras）は、メキシコのコアウイラ州の市、基礎自治体。人口は17万6327人（2020年）。アメリカ=メキシコ国境に接している。リオ・グランデ川が国境となっており、対岸はテキサス州のイーグルパスである。

## 経済
マキラドーラ制度を利用した工場が集積しており、自動車部品や電気部品、繊維製品などを生産している。市内には歴史的建築物が多数あり、テキサス州から大勢の観光客が訪れる。

## ナチョス
ピエドラス・ネグラスは、ナチョス発祥の地とされており、毎年10月21に「国際ナチョス・フェスティバル」を開催している。

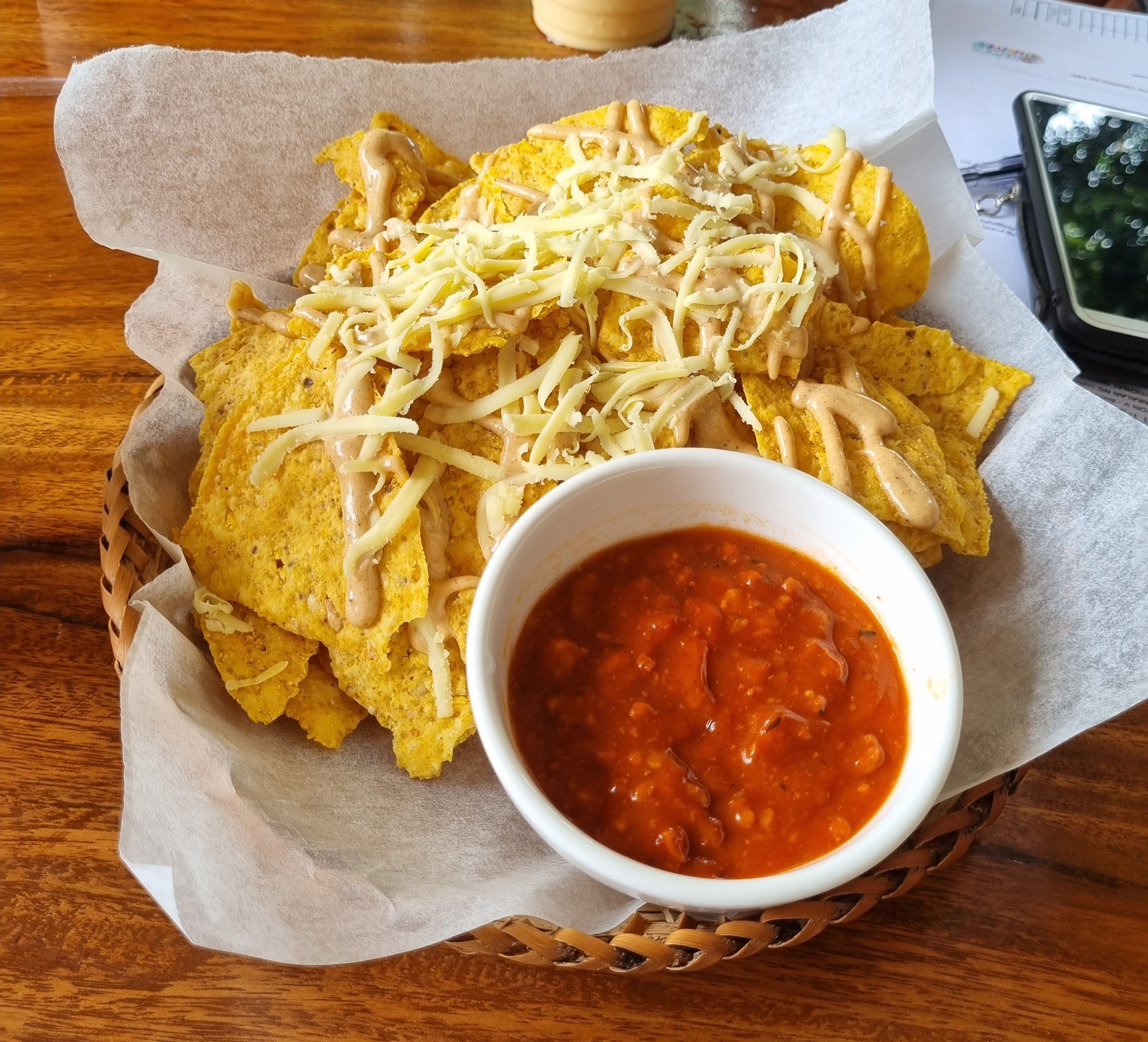
ナチョス